# Garagenvolk
Garagenvolk ist ein deutscher Dokumentarfilm von Natalija Yefimkina. Der Debütfilm der Regisseurin feierte seine Weltpremiere im Februar 2020 auf der Berlinale 2020 und lief dort in der Sektion Perspektive Deutsches Kino.

## Handlung
Garagenvolk ist ein Episodenfilm, dessen mosaikähnliche Struktur ein Bild des heutigen Russlands zeigt, sodass eine visuelle Soziologie entsteht.
Der Film erzählt in witzigen, skurrilen, unvorhersehbaren Szenen tragische und zugleich heitere Geschichten aus dem Eigenleben russischer Männer, die in Nischen den mafiösen Strukturen und dem Regelungsdrang der Politik entfliehen und sich dem Individualismus und dem Konsum zuwenden. Die Protagonisten teilen ihre Freuden und Sorgen mit und gewähren Einblick in ihre exemplarische, im Verborgenen stattfindende Lebenswirklichkeit.
Der Film zeigt die zahlreichen Garagen im unwirtlichen Norden des postsowjetischen Russland, die die geheimen Zufluchtsorte russischer Männer sind. Von außen sehen die Blechhütten nicht einladend aus, aber die Innenräume wurden abseits aller Regeln nach eigenem Geschmack und mit Erfindungsgabe zu alternativen Lebensräumen umgestaltet, denn hier hat die korrupte oder reglementierende Regierung keine Macht. Schrottsammler Ilja nutzt die Garage als Produktionsstätte, Roman für seine Wachtelzucht, Pavel schnitzt kunstfertig Heiligenfiguren und Viktor hat die seine in jahrzehntelanger Arbeit um vier unterirdische Stockwerke ergänzt. Hier wird Schnaps gebrannt, es werden illegale Fischläden betrieben, es werden Konsumgüter gelagert, hierher zieht man sich mit dem oder der Liebsten zurück. Hier gibt es alles, und alles scheint möglich. In dieser rauen Gegend hinter dem Polarkreis, in der ein Bergbaukonzern der einzige Arbeitgeber ist, bleibt die Garage die letzte Möglichkeit zur Selbstverwirklichung. Der Raum wird zum Fluchtpunkt, zur Gegenwelt des perspektivelosen Alltags, zum Sehnsuchtsort und zur Traumwelt. So sind die Gegenwelten für die einen Existenzgrundlage, anderen dienen sie zur Erholung.

## Produktion und Vertrieb

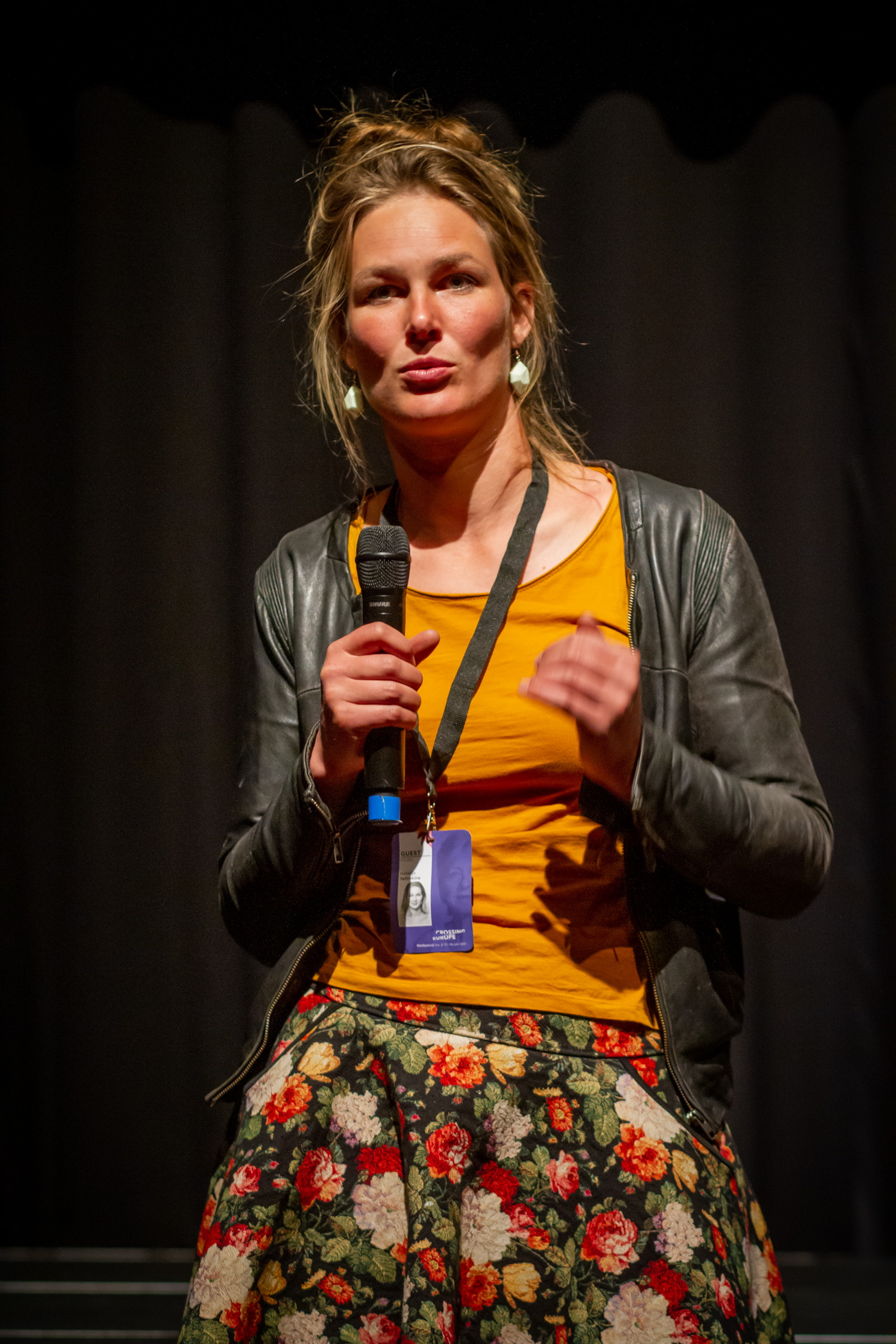
Regisseurin Natalija Yefimkina

Natalija Yefimkinas Debütfilm Garagenvolk wurde im Zeitraum 2017 bis 2020 von der Tamtam Film produziert, hinter der das Produzentenduo Andrea Schütte und Dirk Decker steht. Ihre Firma setzt nicht nur auf das Etablierte, sondern bietet auch neuen Talenten eine Plattform.
Der Film wurde mit Unterstützung des Beauftragten der Bundesregierung für Kultur und Medien, der Filmförderung Hamburg Schleswig-Holstein und Creative Europe MEDIA hergestellt. Der BKM beteiligte sich mit 40 000 Euro an den Projektkosten, von der Filmförderung Hamburg Schleswig-Holstein kamen 25 000 Euro.
Herstellungsleiter war Jan Philip Lange.
Für die Redaktion waren Silke Heinz vom MDR und Valérie Theobaldt von ARTE verantwortlich, für die Bildgestaltung Axel Schneppat und für die Montage Nicole Fischer, Lucia Gerhardt, Markus Schmidt und Barbara Toennieshen. Die Tongestaltung übernahmen Sebastian Reuter und Paul Wilke.
Gedreht wurde in Murmansk, Kirowsk und Apatity auf der Halbinsel Kola in Russland. Drehbeginn war am 26. Juni 2017, Drehende am 20. Februar 2018; in diesem Zeitraum gab es dreißig Drehtage.
Der Weltvertrieb liegt bei Rise and Shine World Sales, der Verleih bei missingFILMs.
Der Film feierte seine Weltpremiere auf der Berlinale. Er gewann mehrere Preise und wurde für den Deutschen Dokumentarfilmpreis 2020 sowie den Deutschen Kamerapreis 2021 nominiert. Der internationale Titel des Films lautet Garage People.

## Rezeption

### Kritiken
Der Film wurde von den Berlinale-Verantwortlichen als ein Werk eingestuft, das in einer Welt, in der sich der Begriff von Heimat wandelt, neue Fragen stelle. Er zeige Frauen, die in kleinen und großen Zusammenhängen die Geschicke der Welt bewegen und ihre eigene Vorstellung von Heimat haben. Dabei stelle er die Frage in den Raum, ob Hobbyräume als Projektionsfläche für große Träume eine Alternative zum getakteten Leben seien. Werner Herzog äußerte bei der Zuerkennung des Filmpreises der Werner Herzog Stiftung, er habe den Eindruck, „in die Seele Russlands geschaut zu haben“. Der Film habe „etwas Universelles, zutiefst Menschliches“.

### Auszeichnungen
Internationale Filmfestspiele Berlin 2020
- Heiner-Carow-Preis (Natalija Yefimkina)[11]

Weitere Auszeichnungen
- 2020: Filmpreis der Werner Herzog Stiftung[12]
- 2020: Eurimages Audentia Award des Sarajevo Film Festivals in der Kategorie Best Female Director[13]
- 2021: Moral Approach Award